# Jean-Michel Byron
Jean-Michel Byron es un artista nacido en Sudáfrica, compositor y exvocalista de la agrupación musical Toto durante la gira Past To Present 1977-1990, y para Greatest Hits Live... and More.
Byron fue elegido por sus capacidades artísticas por la disquera. Se cuenta que le llamaron para preguntarle si quería grabar con Toto, y que colgó pensando que era una broma. Una semana después había grabado su parte. Se unió a Toto durante la edición del álbum "Past to Present", un disco de Grandes Hits que contenía éxitos originales, y que incluía cuatro nuevas canciones: "Love Has the Power", "Animal", "Can You Hear What I'm Saying" y "Out of Love.". Durante el tour "Past to Present" en 1990, que duró dos años, Byron y la banda comenzaron a tener problemas. Sus acciones en el escenario y su comportamiento de divo molestaron tanto a la banda como a los fanes, por lo que Byron fue relegado rápidamente al puesto de "vocalista de coro" por la banda y después fue despedido. Desde entonces ha llevado un recorrido artístico más tranquilo haciendo conciertos en varios países (algunos en festivales) como España, Italia, Francia, Costa Rica, en los que interpreta sus canciones y versiones tanto de Toto como de otros artistas como "Light my fire" (The Doors), "Don't stand so close to me" (The Police), "Come together" (The Beatles), entre otras. Colaboró en una grabación de Claude Weisberg.  Formó su banda llamada Guavajava en la cual se fusiona raíces del pop soul y música con raíces africanas. Con ella ha realizado giras por Europa y Asia. En 2007 grabó junto a Kenny Loggins la canción "Let it be" de The Beatles para una causa benéfica. En 2015 participó interpretando su repertorio en Salento film festival. Sus canciones más conocidas son "Leona", "Sara" y "Love of my life" (grabada junto a Diane Warwick). 